# 大臺中國際會展中心
大台中國際會展中心是曾位於臺灣臺中市烏日區的工商服務展演設施，鄰近高鐵台中站、臺鐵新烏日車站、臺中捷運綠線高鐵台中站、國道1號、國道3號、台74線。基地面積5,429坪，總樓地板面積3756.46坪，展覽樓地板面積3500.22坪，總容納量803個標準展示攤位，2011年啟用，2019年12月後即無再安排檔期，2021年4月合約到期後拆除。

## 歷史
2011年4月21日，聯合報系《經濟日報》向臺中市政府提出大臺中國際會展中心投資計畫，聯合報系金傳媒集團執行長楊仁烽等人向臺中市市長胡志強與臺中市政府經濟發展局局長黃晴曉簡報投資內容，以聯合報系向交通部高速鐵路工程局租下的臺灣高鐵臺中站專用區西側5429坪土地興建大台中國際會展中心，年租金率6.1%，初步規劃可容納811個標準展示攤位。
2011年6月30日大臺中國際會展中心開工，同年10月7日大臺中國際會展中心啟用，同年10月7至11日《經濟日報》主辦「2011臺中自動化工業大展」是首檔展覽。至2019年11月工具展之後，大臺中國際會展中心即再無安排檔期。

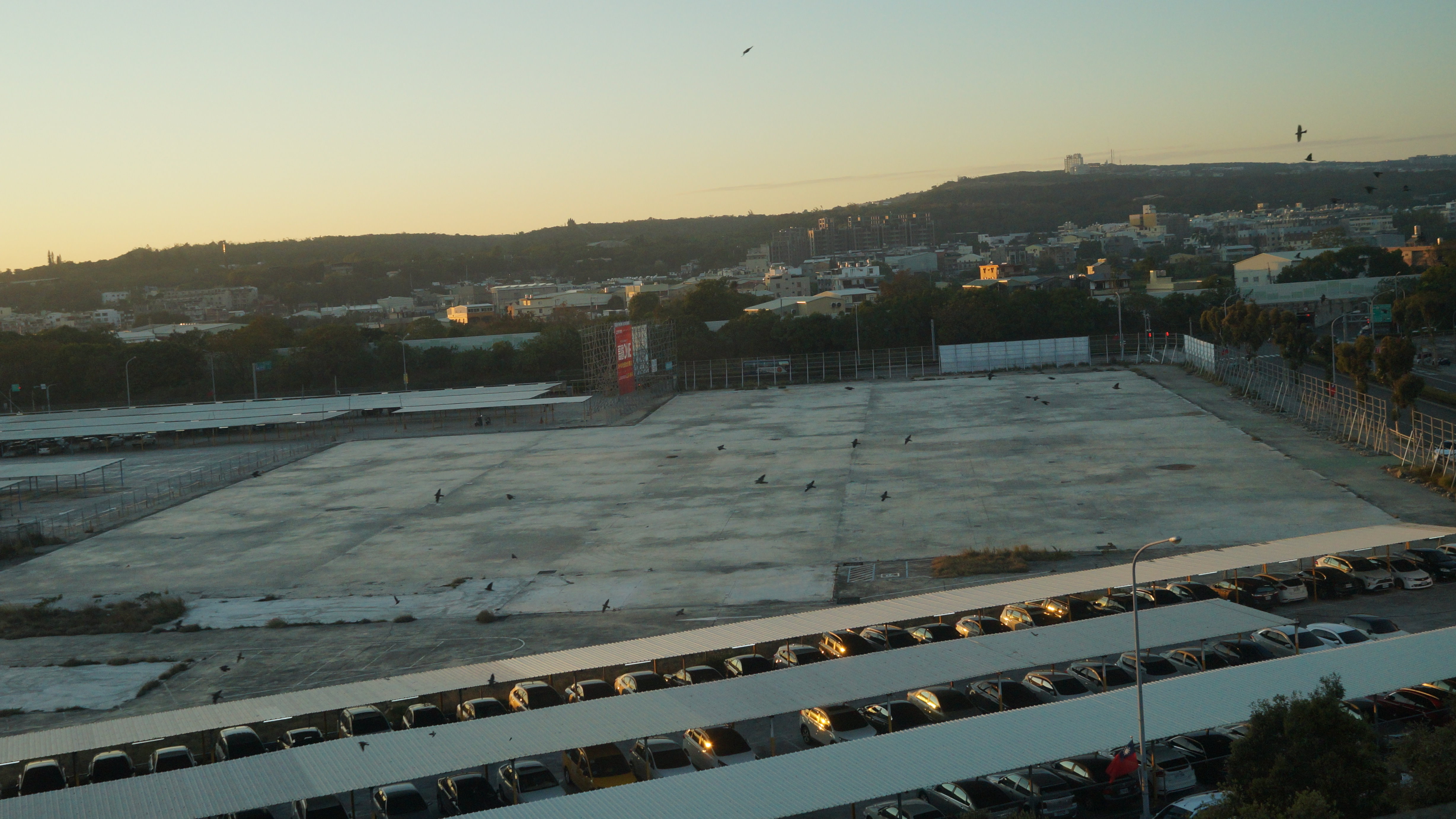
大臺中國際會展中心原址

2021年4月租約到期後，大臺中國際會展中心拆除。同年5月12日，富旺國際公告，以每年超過新台幣1,000萬元租金向交通部鐵道局承租原大臺中國際會展中心約5,500坪土地（臺中市烏日區新高鐵段38、39地號）使用權，租賃期間20年，總計租金約新台幣2億元，規畫興建複合式飯店與商場，預計2023年試營運。

## 外部連結
- 大台中國際會展中心網站（页面存档备份，存于）
- 大臺中國際會展中心的Facebook專頁